# Patrick Hausding
Patrick Hausding, född 9 mars 1989 i Berlin, Tyskland, är en tysk simhoppare.  Vid olympiska sommarspelen 2008 tog han en silvermedalj i synkroniserade höga hopp och vid olympiska sommarspelen 2016 tog han en bronsmedalj i svikthopp.
Vid världsmästerskapen i simsport 2017 i Budapest tog Hausding en silvermedalj på tremeterssvikten och en bronsmedalj i  parhoppningen på 10 meter tillsammans med Sascha Klein.
Vid olympiska sommarspelen 2020 i Tokyo tog Hausding brons i parhoppning i svikthopp tillsammans med Lars Rüdiger.